# Geheimnisse einer Seele
Geheimnisse einer Seele is een Duitse expressionistische film uit 1926. Deze stomme film gaat over psychoanalyse. Voor het scenario werden de psychoanalytici Karl Abraham en Hanns Sachs geraadpleegd. Sigmund Freud werd ook benaderd maar deze weigerde zijn medewerking.

## Verhaal
Martin, een scheikundige, krijgt een telegram van een jeugdvriend. Hierin vertelt deze dat hij terugkomt uit Brits-Indië en hem komt opzoeken. 's Nachts heeft Martin een nachtmerrie. Ook ontwikkelt hij een fobie voor messen. Om deze reden gaat hij bij een psychiater te rade. Hier blijkt dat Martin jarenlang geleefd heeft met een minderwaardigheidscomplex dat uit zijn jeugd stamt en waar zijn vriend een rol in speelt.

## Rolverdeling
| Acteur              | Personage                 |
| ------------------- | ------------------------- |
| Werner Krauss       | Martin Fellman            |
| Ruth Weyher         | mevrouw Fellman           |
| Ilka Grüning        | moeder van Martin Fellman |
| Jack Trevor         | Erich                     |
| Pavel Pavlov        | Dr. Orth                  |
| Hertha von Walther  | Marin Fellmans assistente |
| Renate Brausewetter | dienstmeisje              |
| Colin Ross          | politie-inspecteur        |